# Pallaruelo de Boltaña
Pallaruelo de Boltaña (en aragonés Pallaruelo de Monclús) es un municipio histórico de Aragón (España) y un topónimo popular que todavía se usa para referirse a los núcleos que formaron parte.

## Historia
Se lo puede documentar desde el primer censo moderno de 1842 hasta su absorción en el vecino municipio de Morillo de Monclús en el censo de 1857. Se desconoce si existió algún núcleo que fuese propiamente Pallaruelo de Monclús como para haberle dado nombre al municipio, pues sus ruinas no se han conservado.
El municipio de Pallaruelo de Monclús o de Boltaña lo formaban algunas localidades y pardinas que se encontraban en las dos bajantes de la sierra del Campanué, en el linde entre las actuales comarcas de la Ribagorza y del Sobrarbe. Por la parte ribagorzana, englobaba dos pardinas o masías: La Jantigosa y Rolespé, vinculadas con los núcleos de la bajante occidental hasta el punto de pasar a formar parte de un municipio conjuntamente. Por la parte fovana, Latorre, Solanilla y Lavilla, con la predominancia demográfica en el municipio, junto con las masías de El Cotón y El Lenero. Los siete núcleos se hallan despoblados en la actualidad.

## Toponimia
En La Fueva todavía es bastante común que se refieran al conjunto de estos siete lugares como El Pallaruelo de Monclús o simplemente El Pallaruelo; expresiones no para referirse solo a los asentamientos deshabitados sino también al monte y las propiedades forestales de los alrededores. Como en el caso del vecino término municipal de Morillo de Monclús, el apelativo de Monclús deriva de una posible pertenencia a la baronía de Monclús, en tiempos históricos, y para nada por estar cerca del pueblo desaparecido de Monclús, que se hallaba en el valle del Cinca en la orilla de Mediano.
El apellido oficial de Boltaña tiene explicación más difícil, pues los alrededores de Pallaruelo distan más de 25 kilómetros de la villa del valle del Ara, y probablemente no haga referencia más que a la pertenencia al partido judicial de Boltaña.